# Rapporto di verosimiglianza nei test diagnostici
Un test clinico, come noto, è caratterizzato da una determinata sensibilità e una determinata specificità. Da questi valori si possono ricavare i rapporti di verosimiglianza (RV), utili per la valutazione del test clinico in sé e per il calcolo della probabilità di malattia o meno dopo il test.

## Premessa
Immaginando di sottoporre un certo numero di persone ad un test diagnostico per una certa malattia, avremo una quota di positivi al test ed una quota di negativi. Combinando questi dati con la conoscenza a priori dello stato di salute o malattia di ciascuno (indagato grazie ad un procedimento teoricamente infallibile di riferimento, generalmente denominato gold standard), otterremo una tabella simile a quella sotto rappresentata. Questo ci permette di fare delle considerazioni sulle caratteristiche del test e sulla sua utilità.

| TEST     | Malati             | Sani               | TOT     |
| Positivi | a (veri positivi)  | b (falsi positivi) | a+b     |
| Negativi | c (falsi negativi) | d (veri negativi)  | c+d     |
| TOT      | a+c                | b+d                | a+b+c+d |

In riferimento alla tabella:
- Sensibilità = a/(a+c), ovvero la probabilità che un malato risulti positivo al test;
- Specificità = d/(b+d), ovvero la probabilità che un sano risulti negativo al test;

## Definizione
Si definisce Rapporto di verosimiglianza positivo (RV+) il rapporto fra (sensibilità) e (1 - specificità), ovverosia RV+ = [a / (a+c) ] / [b/(d+b) ].

Si definisce Rapporto di verosimiglianza negativo (RV-) il rapporto fra (1 - sensibilità) e (specificità), ovverosia RV- = [c / (a+c) ] / [d /(d+b) ].

## Interpretazione
I rapporti di verosimiglianza sono degli Odds.

- RV+ è il rapporto fra la probabilità che un malato risulti positivo e la probabilità che un sano risulti positivo. In altri termini, in caso di risultato del test positivo, è RV+ volte più probabile che il soggetto sia malato che sano.
- RV- è il rapporto fra la probabilità che un malato risulti negativo e la probabilità che un sano risulti negativo. In altri termini, in caso di risultato del test negativo, è RV- volte più probabile che il soggetto sia malato che sano.

Il valore di indifferenza per entrambi è ovviamente 1. A titolo di giudizio olistico, può valere la seguente classificazione:
| RV+  | RV-     | Risultato sulla diagnosi |
| ---- | ------- | ------------------------ |
| >10  | <0,1    | conclusivo               |
| 5-10 | 0,1-0,2 | moderatamente utile      |
| 2-5  | 0,2-0,5 | a volte utile            |
| 1-2  | 0,5-1   | raramente utile          |
| 1    | 1       | non utile                |

## Applicazione
I rapporti di verosimiglianza trovano la loro più intuitiva ed utile applicazione nella determinazione degli odds-post-test di malattia a partire dagli odds-pre-test. Il procedimento è molto semplice:

- (odds-pre-test) x (RV+) = (odds-post-test), in caso di risultato positivo;
- (odds-pre-test) x (RV-) = (odds-post-test), in caso di risultato negativo.

| Dimostrazione |
| --- |
| Sappiamo che: Odds-pre-test {\displaystyle =} {\displaystyle \left({\frac {a+c}{b+d}}\right)} ; Odds-post-test(+) {\displaystyle =} {\displaystyle \left({\frac {a}{b}}\right)} ; Odds-post-test(-) {\displaystyle =} {\displaystyle \left({\frac {c}{d}}\right)} ; allora, per RV+ : {\displaystyle \left({\frac {a+c}{b+d}}\right)} {\displaystyle .} {\displaystyle \left({\frac {\frac {a}{a+c}}{\frac {b}{b+d}}}\right)} {\displaystyle =} {\displaystyle \left({\frac {a}{b}}\right)} ; per RV- : {\displaystyle \left({\frac {a+c}{b+d}}\right)} {\displaystyle .} {\displaystyle \left({\frac {\frac {c}{a+c}}{\frac {d}{b+d}}}\right)} {\displaystyle =} {\displaystyle \left({\frac {c}{d}}\right)} |

Sarà poi agevole, convertendo gli odds in probabilità, ottenere al bisogno i valori predittivi positivo {\displaystyle \left({\frac {a}{a+b}}\right)} e negativo {\displaystyle \left({\frac {d}{c+d}}\right)}. Infatti probabilità = {\displaystyle \left({\frac {odds}{odds+1}}\right)}.